# Миканув (гміна)
Гміна Миканув (пол. Gmina Mykanów) — сільська гміна у південній Польщі. Належить до Ченстоховського повіту Сілезького воєводства.
Станом на 31 грудня 2011 у гміні проживало 14607 осіб.

## Територія
Згідно з даними за 2007 рік площа гміни становила 140.64 км², у тому числі:
- орні землі: 82.00%
- ліси: 11.00%

Таким чином, площа гміни становить 9.26% площі повіту.

## Населення
Станом на 31 грудня 2011:
| Опис     | Загалом | Загалом | Чоловіки | Чоловіки | Жінки | Жінки |
| -------- | ------- | ------- | -------- | -------- | ----- | ----- |
| одиниця  | осіб    | %       | осіб     | %        | осіб  | %     |
| все      | 14607   | 100     | 7262     | 49.72    | 7345  | 50.28 |
| міське   | 0       | 100     | 0        |          | 0     |       |
| сільське | 14607   | 100     | 7262     | 49.72    | 7345  | 50.28 |

## Сусідні гміни
Гміна Миканув межує з такими гмінами: Клобуцьк, Кломніце, Крушина, Медзьно, Нова Бжежниця, Рендзіни.